# Günther Schwägermann
Günther Schwägermann (ur. 24 lipca 1915 w Uelzen. zm. 30 września 1986 w Sonthofen .) Niemiecki kupiec, działacz polityczny. Były adiutant Josepha Goebbelsa
W 1937 roku wstąpił do SS-Leibstandarte „Adolf Hitler”. W 1938 roku wstąpił do szkoły oficerskiej Schutzstaffel. Od 1939 służył w policji w Berlinie-Śródmieściu.
Od 1940 roku był adiutantem ministra propagandy, oświecenia publicznego i informacji Rzeszy Josepha Goebbelsa. 1 maja 1945 roku uciekł z bunkra Adolfa Hitlera. Aresztowany przez siły amerykańskie, a w 1947 zwolniony z niewoli. Po odzyskaniu wolności został działaczem politycznym FDP w RFN.
Günther Schwägermann zmarł 30 września 1986 roku w Sonthofen w Niemczech Zachodnich. Jego życie po wojnie pozostaje przedmiotem zainteresowania historyków badających losy byłych nazistów w powojennych Niemczech.